# Texas A&M Aggies (honkbal)
Het Texas A&M Aggies honkbalteam vertegenwoordigt de Texas A&M-universiteit in NCAA Division I honkbal. Het team speelt sinds 2013 in divisie west van de Southeastern Conference (SEC). De Aggies spelen hun thuiswedstrijden in Blue Bell Park in College Station, Texas.

## Geschiedenis
In 1894 speelden de Aggies hun eerste seizoen. Daarna waren ze 10 jaar inactief, waarna ze in 1904 terugkwamen. Sindsdien spelen de Texas A&M Aggies onafgebroken. Tot 1997 kwamen de Aggies uit in de Southwest Conference. Van 1997 tot en met 2012 speelden ze in de Big 12 Conference. Sinds 2013 spelen de Aggies in de Southeastern Conference.
De Texas A&M Aggies hebben acht keer de College World Series bereikt, in 1951, 1964, 1993, 1999, 2011, 2017, 2022 en 2024.

### Jim Schlossnagle (2022-2024)
Op 9 juni 2021 werd Jim Schlossnagle aangesteld als nieuwe hoofdcoach van de Aggies. Daarvoor stond hij 18 seizoen aan het hoofd van de TCU Horned Frogs. In zijn eerste seizoen wist Schlossnagle met de Aggies direct de College World Series te bereiken. Na rivaal Texas Longhorns te hebben uitgeschakeld werden de Aggies in de halve finale uitgeschakeld door Oklahoma Sooners.
In 2024 bereikten de Aggies de finaleronde van de College World Series, na de Florida Gators, Kentucky Wildcats en opnieuw Florida Gators te verslaan. In de finaleronde werd in drie wedstrijden verloren van de Tennessee Volunteers. Een dag later kondigde Jim Schlossnagle aan te vertrekken bij de Aggies, en aan de slag te gaan bij rivaal Texas Longhorns.

### Michael Earley (2025-heden)
Op 30 juni 2024 werd Michael Earley aangesteld als nieuwe hoofdcoach van de Aggies.

## Stadion
De Aggies spelen hun wedstrijden in Olsen Field at Blue Bell Park. Het stadion werd in februari 2012 geopend en is vernoemd naar Blue Bell Creameries, een producent van roomijs die met een gift van $7 miljoen het stadion mede mogelijk maakte. Het stadion biedt zitplaatsen aan 6.100 toeschouwers. Inclusief staanplaatsen is er ruimte voor 7.000 toeschouwers.